# تسلسل (علم الآثار)
التسلسل (بالإنجليزية: Seriation)‏ هو منهجٌ تأريخي نسبي يقومُ على وضعِ القطع الأثرية في ترتيبٍ زمني. يُعتبر من المناهج القياسية التي يعتمدُ عليها علماء الآثار في تأريخ الاكتشافات الأثرية مثل اكتشاف أجزاء الفخار والأدوات الحجرية القديمة.

## تاريخ
يعتبر فلندرز بستري أول من اعتمد على منهج التسلسل في علم الآثار. إذ كان عالم المصريات يقوم برحلةٍ تنقيبية في منطقة هو (قنا) بمصرَ خلال القرن التاسع عشر عن القبور المصرية القديمة، ولاحظ بأن القبور التي يعثرُ عليها ينعدم فيها أي دليل يفيد تواريخها، وحتى طبقتها الأثرية لا تساعد في بناء تسلسلٍ أثريٍّ؛ مِمَّا دفعهُ إلى تقييد معطيات كلّ قبر في شريط من الورق، وقام بذلك حتى بلغ مبلغا مرضيا. حيث خلص إلى أن التسلسل المتسم بالدقة هو الذي يقوم على تصميم تركيزات أنماط معينة لها أقصر مدة عبر تسلسل الأوراق.[مبهم] 

## أنظر أيضا
- علم الآثار
- قطع أثرية
- منهج علمي